# قورباغه جزیره ناتونا
قورباغه جزیره ناتونا (نام علمی: Leptobrachella natunae) نام یک گونه از تیره قورباغه‌های خاشاک است.